# 稲山嘉寛

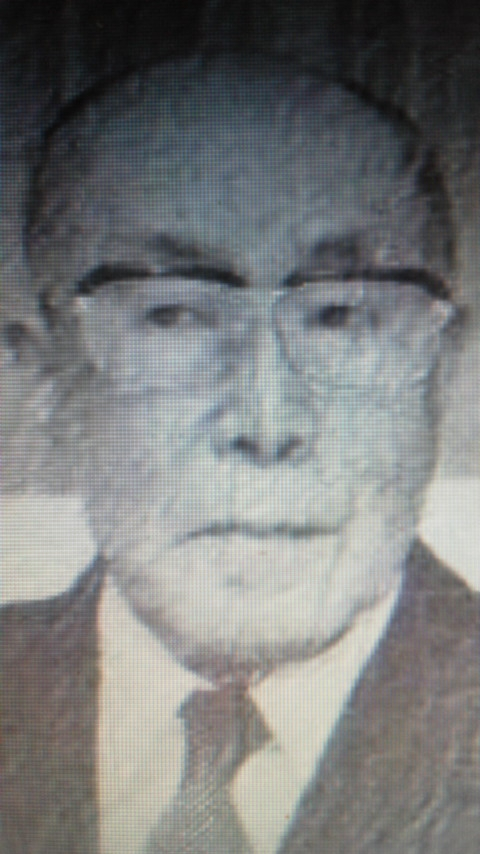
第5代経団連会長稲山嘉寛

稲山 嘉寛（いなやま よしひろ、1904年（明治37年）1月2日 - 1987年（昭和62年）10月9日）は、日本の実業家、財界人。第5代経済団体連合会（経団連）会長（1980年 - 1986年）。

## 来歴・人物
東京市京橋区銀座（現：東京都中央区銀座）に、「稲山銀行」頭取・稲山伝太郎の二男として生まれる。銀行を始めたのは祖父稲山久仙で千葉県の農家の二男として生まれ幕末、11歳の時江戸へ出て働くうちに見込まれ、稲山家の養子になり勤倹貯蓄のすえ、小なりとはいえ銀行をつくった。
入学試験・入社試験には苦労し続け、泰明小を経て、中学受験では東京府立一中、府立四中、開成中、麻布中に落ち、神田の錦城中に入学する。その後も府立一中の転入試験を二度受け、二度目の受験時には制服制帽も買い揃えていたが失敗。高校入試も水戸高等学校に落ち、翌年仙台の第二高等学校に入る。大学は当時新設学科のため無試験だった東京帝国大学経済学部商業学科に入学することができたが、就職活動でまた一苦労する。大蔵省、鉄道省、日本銀行、三菱銀行（現：三菱UFJ銀行）、三井銀行（現・三井住友銀行）その他に立て続けに落ち続け、ようやく商工省より高等文官試験パスを条件に内定を獲得、見事高文に合格し、1927年官営八幡製鐵所に入所する。
入所後販売畑を歩み、1946年日本製鐵（日鉄）営業部長、1950年日鉄分割によって発足した八幡製鐵常務兼営業部長、1960年副社長を務めた後、1962年社長に就任する。社長就任後は日鉄時代の上司である富士製鐵社長の永野重雄とともに、旧日鉄の復活を目指し、公正取引委員会他の反対を乗り越えながら、1970年八幡・富士合併による新日本製鐵（現：日本製鉄）誕生を実現させた。稲山が合併推進に尽力したのは、1960年代後半から鉄鋼業界の過当競争が激しくなり、価格安定のためには1位・2位メーカーが合併して需給調節をするしかないという結論に至ったからであった。このように、つねに「競争より協調を目指すべき」という信念が経済人稲山の行動原理として貫かれており、「ミスター・カルテル」の異名を取るに至った。
稲山は新日鉄の初代社長（1970年～1973年）、会長（1973年～1981年）を務めたのち、1980年土光敏夫の後継として第5代経団連会長に就任する。1980年代より欧州・米国との間で貿易摩擦問題が発生したが、稲山は国際協調を重視し「我慢の哲学」を押し出して自動車・VTR等の輸出自主規制を指導した。また「増税なき財政再建」を目指すべく「行革推進5人委員会」のメンバーとなり、土光臨調をバックアップした。1982年勲一等旭日大綬章受章。
銀行頭取の御曹司だけあり、若い頃から小唄・常盤津節をたしなむなど洒脱であったが、私生活は質素であり、死去まで約40年近く世田谷の新日鉄社宅に住み続けた。
1987年10月9日、肺癌のため逝去。享年83。

## 韓国への技術供与
浦項総合製鉄（現在のポスコ）の当時の社長の朴泰俊（のち名誉会長、韓国首相）は「物を盗むのは泥棒で悪いことだが、心を盗むのは良いことで戦略的なこと」と誇り、稲山を「いろいろと助けてくれた。心が開かれた方だった」とした。
103万トンの1次高炉が成功した後、稲山に会いにいった時、朴が日本の最新流行歌を多く知っていたので、稲山が自分の車に同乗させ、歌ってみろと言ったので歌ってみせると「『よくやった』と言って大喜びした。 それほど親しかった」とエピソードを明かし「親しくなってこそ全てを持ってこられる。こうした戦略がなければ技術は導入できない。このように人間の心を盗んでこそ技術まで、願うものを持ってくることができる」と語っている。
朴曰く、稲山は全面支援を約束したが、製鉄所の現場は世界最高の技術をなぜ他人に譲らなければいけないのかと、上からの命令に抵抗した。製鉄所のアイデンティティーといえる規定集（製鉄技術マニュアル集）、図面設計、機械の性格を日本の先進製鉄所からほとんどすべて導入することができた。
朴は稲山が「日本が数十年にわたった韓国支配を通じて韓国民に与えた損失を償う意味でも、同事業（浦項製鉄の事業）に協力するのが当然であると力説された」と述べている。
なお稲山の死後、1990年代には新日鉄を退職した技術者がポスコに技術を流出させ、のちにポスコと新日鉄住金は訴訟で争うこととなった。

## 家族 親族
つる子夫人との間に3男を儲けた。長男の繁孝は三井物産に勤務したのち山九取締役、嫁の博子は岸内閣で閣僚を歴任した赤城宗徳の弟でNHK取締役を務めた赤城正武の長女。次男の煕政は東芝に勤務した。三男の孝英は八幡製鐵に勤務したあとヤナセに取締役として迎えられのちに3代目社長、嫁の弘子はヤナセの2代目社長で同社中興の祖と謳われた梁瀬次郎の次女、その間にできた孫の泰孝は梁瀬次郎の養子に入ってヤナセの専務を務めている。
```
　
　　　　　　　┏赤城宗徳
　　　　　　　┗赤城正武━━━博子
　　　　　　　　　　　　　　　　┃
　稲山伝太郎━━稲山嘉寛　　┏稲山繁孝　　　　　　　　　　　　　　　　　　　　　　　　　　　　　　　　　　　　　　　　　　　　　　　　　　　　　　　　　　　　　　　　　　　　　　　　　　　　　　　　　　　　　　　　　　　　　　　　　　　　　　　　　　　　　　　　　　　　　　　　　　　　　　　　　　　　　　　　　　　　　　　　　　　　　　　　　　　　　　　　　　　　　　　　　　　　　　　　　　　　　　　　　　　　　　　　　　　　　　　　　　　　　　　　　　　　　　　　　　　　　　　　　　　　　　　　　　　　　　　　　　　　　　　　　　　　　　　　　　　　　　　　　　　　　　　　　　　　　　　　　　　　　　　　　　　　　　　　　　　　　　　　　　　　　　　　　　　　　　　　　　　　　　　　　　　　　　　　　　　　　　　　　　　　　　　　　　　　　　　　　　　　　　　　　　　　　　　　　　　　　　　　　　　　　　　　　　　　　　　　　　　　　　　　　　　　　　　　　　　　　　　　　　　　　　　　　　　　　　　　　　　　　　　　　　　　　　　　　　　　　　　　　　　　　　　　　　　　　　　　　　　　　　　　　　　　　　　　　　　　　　　　　　　　　　　　　　　　　　　　　　　　　　　　　　　　　　　　　　　　　　　　　　　　　　　　　　　　　　　　　　　　　　　　　　　　　　　　　　　　　　　　　　　　　　　　　　　　　　　　　　　　　　　　　　　　　　　　　　　　　　　　　　　　　　　　　　　　　　　　　　　　　
　　　　　　　　　┣━━━━╋稲山煕政                                                                                                                                                          
　　　　　　　　つる子　　　┗稲山孝英　　　　　　　　　　　　
　　　　　　　　　　　　　　　　┣━━━━━梁瀬泰孝
　梁瀬長太郎━━梁瀬次郎━━━弘子
　　　　　　　　

```